# BTM (zespół muzyczny)
BTM – polski zespół muzyczny założony w Krakowie w 1986 r. Zespół tworzył muzykę z gatunku street punk/oi!. W tekstach utworów można znaleźć zarówno tematy typowe dla tego gatunku jak przykładowo dotyczące szarości życia, jak i treści nacjonalistyczne, dotyczące miłości do ojczyzny, ale też związane z rasizmem i szowinizmem. Zespół uznawany jest za jedną z pierwszych kapel w Polsce związaną z subkulturą skinhead. Jest znanym i ważnym zespołem w ramach tej sceny, w ramach której ma status absolutnej klasyki.

## Historia
Zespół powstał w latach 80. XX wieku w Krakowie, a dokładniej w lipcu 1986 r.. Wywodzi się ze środowisk nacjonalistycznych. Przez wielu autorów publikacji zespół BTM uznawany bywa za pierwszą w Polsce kapelę skinheadowską. To jednak nie odpowiada faktom, gdyż powstawały wcześniej takie kapele (np. RKM z trójmiasta, Skrajna Reakcja ze Szczecina). Dlatego niektórzy piszą, że to legenda lub zastrzegają, że prawdopodobnie. Ale to BTM jako pierwszy zdobył szersze uznanie, popularność i grono fanów. W początkowym okresie działalności grupa wydała kilka kaset demo, a jej członkowie zaangażowani byli w wydawanie skinheadzkiego zina zatytułowanego „Przebudźcie się!”.
Można spotkać, choć nie potwierdzone, rozwinięcie nazwy jako skrótu od takich sformułowań jak: „Brzydka Twarz Młodzieży”, „Brzydka twarz młodości” („The ugly face of youth”).

## Skład i powiązania
Członkowie zespołu w różnych okresach czasu:
- Bogdan[7][11][12][13][14], pseudonim „Kwaśny”[7][15][16][17] / „Cytryna”[1] (Bogdan Srokowski[18]) – wokal[7][12][13][14][15], gitara basowa[15]
- Grzegorz, Mister X – perkusja[12][13][14]
- Jarek – perkusja[14][15][16][17]
- Jerzyk[15][16][17] (Jerzy Nowak[18]) – gitara, wokal[15][16][17]
- Tomek, Duda[12][13][14][19] (Tomasz Obrączka[20][21]) – gitara[12][13][14].

Wokalista zespołu Bogdan był wcześniej członkiem punkowej grupy INRI. Później udzielał się także w różnym stopniu w takich zespołach jak Ramzes & The Hooligans i Rezystencja. Natomiast gitarzysta Tomek (Tomasz Obrączka) udzielał się także w zespole Sztorm 68 oraz Grunwald. Jerzy Nowak zaś współpracował także z zespołami takimi jak Krawal Banda, Rezystencja, Szczerbiec.
Skład w wybranych latach, między innymi, w których zespół wydał określony album muzyczny:
| Członek  | 1993 r. | 1995 r. | 2004 r. |
| -------- | ------- | ------- | ------- |
| Bogdan   | Tak     | Tak     | Tak     |
| Grzegorz | Tak     | Tak     | Nie     |
| Jarek    | Nie     | Nie     | Tak     |
| Jerzyk   | Tak     | Tak     | Tak     |
| Tomek    | Tak     | Tak     | Nie     |

## Twórczość
Muzyka i oraz treści zawarte w piosenkach zespołu najkrócej oraz najbardziej trafnie określa stwierdzenie, że jest to po prostu muzyka oi!. Pod względem muzycznym są to kompozycje które można określić jako chwytliwe, proste utwory o punkowym zabarwieniu, proste i rytmiczne (street punk), czy wręcz jako najprostsza, wręcz prymitywna, odmiana punk rocka lub ciężki, duszny i toporny oi!. Jeśli zaś chodzi o przekaz płynący z treści tych utworów to jest tu typowa dla gatunku oi! opowieść o szarości życia, alkoholowej zabawie, treści antykomunistyczne (np. utwory „Na pohybel komunistom”, „Wojtek”), oraz treści jawnie nacjonalistyczne. Pośród tematów piosenek wymienia się również dumę narodową, miłość do ojczyzny, czy słowiański siłę. Natomiast publicyści wskazują, że nie było w nich odwołań czy jakichkolwiek choćby drobnego nawiązania do faszyzmu albo gloryfikacji nazizmu lub postaci z nim związanych. Wskazuje się jedynie, że niektóre teksty „ocierają się” o przekaz rasistowski (np. ... nie chcemy tu czarnych, nie chcemy czerwonych ...) i szowinistyczny, łącznie z nawoływaniem do przemocy. Zespół miał też podnosić kwestie rewizjonistyczne dotyczące kresów wschodnich (np. polskie miasta – Wilno, Lwów).

## Dyskografia

### Dyskografia zespołu
Dyskografia zespołu – albumy muzyczne i ich wydania:
- „1986”: Dossier Skinhead Records (Dossier Skinhead Records – 002), 1993 r., EP, płyta winylowa, 7", 45 RPM, edycja limitowana, numerowana[12][13][24]
- „Oi!Oi!Oi! Atak!!!”: album kompilacyjny (BTM, Ramzes & The Hooligans, Rezystencja), Carry On Oi (CBOI 501), 1995 r., kaseta magnetofonowa[14]
- „1996”[26]:
  - „1996”: Fan Records (F-019), 1996 r., kaseta magnetofonowa[27]
  - „2004”: Olifant Records (Olifant Records – 003), 2004 r., płyta kompaktowa, edycja limitowana, numerowana[15]
  - „BTM”: Olifant Records, Hostile Class Productions (Olifant Records – 057, Hostile Class Productions – 007), 2009 r., płyta winylowa, longplay, edycja limitowana, numerowana, biała / Red Clear[16][17]
  - „1986”: Olifant Records, Hostile Class Productions (Olifant Records – 057, Hostile Class Productions – 007), 2014 r., płyta winylowa, longplay, White / Black, edycja limitowana, numerowana[28][29]

### Składanki
Składanki (albumy kompilacyjne), na których zamieszczono utwory lub utwór zespołu BTM:
- „Oi! Dla Ojczyzny Vol. 1” (1994 r., Fan Records – F-004)[30]
- „Muzyka ulicy muzyka dla mas”: „Muzyka ulicy muzyka dla mas vol. 1” (2004 r., Olifant Records 006)[31][32][33]
- „Oi! The Demos”:
  - „Oi! The Demos Vol1” (2004 r., Demos (Demons) Records – CD 001)[34]
  - „Oi! The Demos Vol2” (2005 r., Demos (Demons) Records – CD 002)[35]
- „Polska Gola!” (2006 r., Olifant Records – Olifant Records 017)[36][37][38]

## Odbiór i opinie
Pewnym podsumowaniem dla zespołu BTM może być stwierdzenie zawarte w jednej z publikacji jego dotyczących: ... ma status absolutnej klasyki i pozycji obowiązkowej dla wielbicieli gatunku. Nastrój i treść części utworów został przez jedną z autorek publikacji porównany do filmu pod tytułem „Romper Stomper” w reżyserii Geoffreya Wrighta. Zespół zdecydowanie uznawany jest za gwiazdę mającą duże znaczenie w ramach sceny muzycznej skinheads. Zwraca się także uwagę, iż zespół BTM na polskiej scenie był zawsze w awangardzie ruchu skinheads zawsze pierwszym we wszystkim oraz zespołem szczególnie wyznającym ortodoksję skinheadów.
Niektóre treści zawarte w piosenkach zespołu mogą zniesmaczać czy nawet bulwersować osoby o poglądach antynacjonalistycznych, obcokrajowców, czy nawet osoby o poglądach nacjonalistycznych ale równocześnie antyrasistowskich i antyszowinistycznych, przeciwnych ksenofobii, takie jak wyżej wspominane odwołania do przemocy, rasizmu i szowinizmu. Choć niektórzy zauważają, że rasizm wyrażany w utworach zespołu ukierunkowany był inaczej niż większości czyli nie przeciw Żydom ale przeciw ówcześnie – według twórców – stanowiących problem Cyganów.
Nawet recenzenci odrzucający zespół ze względu na niektóre treści utworów (cytat: ... nie jest godna polecenia) przyznają, pomimo ich twierdzeń o słabej jakości artystycznej jego twórczości, że warto przesłuchać dostępne nagrania choćby ze względu na duże znaczenie grupy w ramach sceny oi!. Tym bardziej, że twórczość tę można również traktować jako wgląd w poglądy, przekonania, działania polskich skinów lat 80. XX wieku (ich najstarszego pokolenia), lub przynajmniej jej znaczącej części.
Przekaz zawarty w wielu utworach zespołu dotyczący nacjonalizmu, miłości do Polski jako ojczyzny, przywiązanie do tradycji, oraz niewątpliwy fakt, iż członkowie zespołu wywodzą się i powiązani są z subkulturą skinhead, przykuwały uwagę do kapeli także przeciwników wywodzących się z nurtów lewackich i liberalnych, krytykujących wszystko co związane jest z wyżej wymienionymi przekonaniami. W odniesieniu do całej sceny oi! i rac zespół krytycznie zaliczony został przez autorów tego typu publikacji do całej plejady gwiazd związanych ze sceną „nazi-skinowską”, tą jej częścią, którą utożsamia się z grupą zespołów „narodowych”, odróżnianych jednak od grupy zespołów „narodowo-socjalistycznych”, co potwierdzają także inne publikacje stwierdzające, że ton większości materiału BTM był Oi! i punkowo-konfrontacyjny, ale jeszcze nie RAC.
Niektórzy tłumaczą takie odchylenie w kierunku prawicowym twórczości ogólnym trendem społecznym lat 80. XX wieku, kiedy nastąpiło odejście od walki o „socjalizm z ludzką twarzą” w kierunku walki z komunizmem i innymi formami lewactwa. Treści zaś zawarte w utworze „Słowiańska siła” mówiące o wypędzeniu Ruskich, Cyganów i Szwabów, są z kolei tłumaczone ówczesnymi realiami, w tym będącymi dla wielu osób okupacją obecnością w kraju wojsk sowieckich, obowiązkową nauką języka rosyjskiego, narzucanej „przyjaźni polsko-sowieckiej”, problemami jakie sprawiała społeczność romska oraz historyzującym traktowaniem Niemców jako przeciwników.